# Anneke Janssen
Anneke Janssen (* in Wilhelmshaven) ist eine deutsche Drehbuchautorin.

## Leben
Anneke Janssen wurde in Wilhelmshaven geboren. Nach dem Abitur am Mariengymnasium Jever begann Janssen ein Studium der Theater-, Film- und Medienwissenschaft und Philosophie an der Universität Wien, das sie 2013 als Magistra der Philosophie abschloss.
2017 schrieb sie für die SWR-Serie Labaule & Erben nach einer Idee von Harald Schmidt.
Danach schrieb sie vor allem komödiantische und emotionale Stoffe in Zusammenarbeit mit Ralf Husmann, Richard Kropf, Christian Jeltsch und Esther Rauch.
Sie war Co-Autorin der 2024 veröffentlichten Netflix-Serie Achtsam Morden, die in 67 Ländern über mehrere Wochen in den Top10, der Netflix-Charts gewesen ist.
Die Serie Bauchgefühl gewann im Mai 2024 den NYIFA (New York International Film Awards) in der Kategorie „Best Web-Series“.
Seit 2017 lebt und arbeitet sie in Lüneburg.

## Filmografie (Auswahl)
Drehbuch
- 2017: Labaule & Erben (Miniserie)
- 2019: Merz gegen Merz (Fernsehserie)
- 2019: Frau Jordan stellt gleich (Fernsehserie)
- 2024: Achtsam Morden (Fernsehserie)